# 조선민주주의인민공화국의 문화

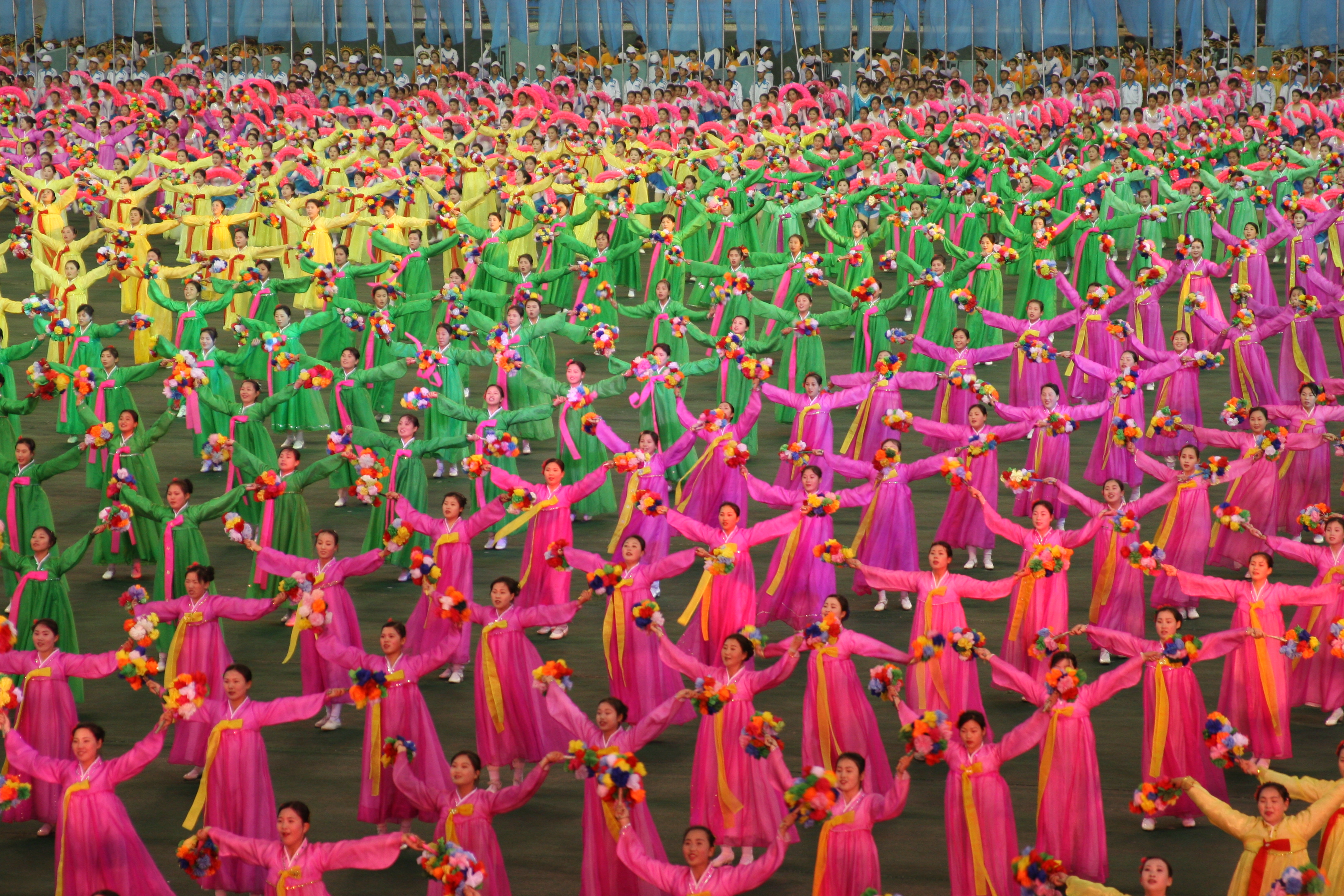

조선민주주의인민공화국의 문화(朝鮮民主主義人民共和國의 文化)는 기본적으로는 같은 민족이 살고 있는 대한민국과 닮아 있다. 의상은 조선옷 (韓服), 음식은 평양냉면 (平壤冷麵)이나 조선인삼 (朝鮮人參)이 유명하다.

## 조선민주주의인민공화국의 문화 규정
사발전의 행정에서 인류가 창조한 물질적 및 정신적 부의 총체. 문화는 ‘사회발전의 매 단계’에서 이룩된 과학과 기술, 문학과 예술, 도덕과 풍습 등의 발전수준을 반영한다. 문화는 사회생활의 어떤 영역을 반영하는가에 따라 물질문화와 정신문화로 구분된다. 매개 나라의 문화는 자기의 ‘고유한 민족적 특성’을 가지고 있으며 계급사회에서 문화는 계급적 성격을 띤다.

## 주체문예이론
북한에서 참다운 예술은 '시대의 요구와 인민대중의 지향을 옳게 반영하여 사람들에게 생활의 본질과 아름다움, 사회발전의 합법칙성을 밝혀주는 데 이바지'하는 예술이다. 북한에서는 인간의 사회적 계급을 중심으로 아름다움을 평가한다. 북한식 미학에 의하면 아름다움은 사물 자체에 있는 것이 아니라 인간의 자주적인 요구와 지향에 맞기 때문이다. 주체사상에 따르면 인간은 기본적으로 자주성에 기초한 요구와 지향을 가지고 있으며, 인간의 이익보다 더 귀중한 것은 없다. 사물은 인간이 필요로 할 때, 그리고 그 필요에 맞을 때 아름다운 것이 된다. 주체사상에서는 인민대중의 관점에서 사물을 바라보고, 인민대중의요구에 맞느냐 맞지 않느냐에 따라서 아름다운 것인지, 아닌지가 나누어 진다.

### 사회주의적 사실주의
사회주의적 사실주의란 가능한 한 가장 충실하게 현실을 재현하라는 사상을 의미한다. 이는 사회에서 사실적인 것을 찾아낸다는 것이다. 북한은 이에 한발 더 나아가 주체사실주의가 이 시대의 유일한 창작방법이라고 말한다. 북한에 의하면 지금 이 시대는 인민대중이 역사의 주인인 주체시대이기에 주체적인 관점에서 사회를 보는 주체사실주의가 유일하다는 것이다. 주체사상이 예술에 수용되었다는 것은 주체사상의 핵심인 수령을 중심에 두고 이를 예술적으로 구현한다는 것을 의미한다. 시대가 주체의 시대가 된 이상 모든문제를 주체에 의해 풀고 해결해야 한다는 것을 의미한다. 특히 인민대중이 사회적 주체로 나서기 위한 절대조건으로서 '노동계급의 혁명 영수'인 수령을 예술적으로 어떻게 형상할 것인가하는 문제가 핵심.
사회주의 국가에서 당이 노동계급을 대표하듯이 문학예술 역시 당이 지향하는 이념을 가져야 한다. 이는 예술이  노동자를 위한 지향성을 가져야 한다는 것을 의미한다. 북한 예술이 정치적인 성격을 갖는 것은 본질적으로 정치적인 목적을 가져야만 하기 때문이다. 사회주의적 관점에서 보는 예술은 계급성을 우선으로 한다. 예술을 창작하는 사람이 계급성을 갖기 때문이다.  예술인들이 여러 계급 가운데서 노동자, 농민의 계급을 대변하는 이유는 역사발전의 합법칙성 때문이다. 역사는 자본주의를 거쳐 사회주의. 공산주의로 발전하는데.  가장 앞선 계급이 바로 노동자. 농민계급이기 때문이다. 예술이 인민성을 가진다는 것은 예술이 인민들을 위하여 복무하며, 인민들이 예술에 참여하는 것을 의미한다. 문학예술이 인민대중의 혁명활동에 도움을 주고,새로운 사상은 인민들의 생활을 이끌기 위해서는 인민들의 관심을 끌어야 한다. 예술가들이 현장으로 들어가 노동을 하는 것은 직접 그들의 삶을 들여다보라는 의미를 지니고 있다.  예술에서의 현장의 중요성을 강조하는 것이다.  인민성이란 창작의 소재를 인민의 삶 속에서 찾고, 이들의 삶을 표현해야 한다는 것이다. 또한 인민들이 생활에서 즐길 수 있어야 인민성의 의미가 완성된다.  인민성은 예술의 내용과 형식이 인민 모두가 이해하고 향유할 수 있어야 하는 것이다.

#### 전형
사회주의적 사실주의 창작방법에서 강조하는 전형이란 '개별성을 통해서 보편적 사회적 의의를 가진 일반적이며 본질적인 것을 보여주는 것'으로 일정한 계급, 집단의 공통된 본질적 특성을 문학작품 속에서 개별화 된 인물에 반영함으로써 시대의 특성을 일반화하는 것을 의미한다. 예를 들어 돈이 많은 인물이 자비로운 존재로 그려지면 사회주의 창작방법에 비춰볼때 잘못되었다고 말할 수 있다. 돈이 많은 인물은 전형적으로 괴팍하며 악한 존재로 그려져야 한다.

#### 종자론
종자론이란 예술작품 창작을 식물의 종자에 비유한 것이다. 작가가 말하고자 하는 주제의식을 담은 알맹이를 식물의 종자로 본 것이다.  종자론이 처음 제기된 것은 김정일 위원장이 집필한 이론서 '영화 예술론'에서였다.  이 이론서는 예술과 생활의 문제를 제기하면서 강조한 것이 '시대와 혁명의 요구에 맞는 종자를 탐구하는 것'이었다.

#### 속도전
속도전이란 전투에서 사용하는 용어이다. 빠른 속도로 전투를 벌여 승리로 이끌어 가는 것이다. 북한 문화예술 창작에서 강조되는 속도전이란 단순히 빠른 시간 안에 작품을 창작하는 것을 의미하는 것이 아니라, 예술과 내용성이 담보된 수준 높은 작품을 최대한 빨리 창작하는 것을 의미한다. 문화예술인들에게는 예술적 창조력과 함께 당 정책이나 방침을 최대한 빠른 시일 내에 인민들에게 신속하게 전달하여 당 정책을 따르게 할 수 있도록 핵심을 가려낼 수 있는 능력이 무엇보다 중요하다. 이 속도전을 잘 치르느냐 못하느냐는 문제는 작가에게 달려 있다. 문제의 핵심을 작가에게 돌리는 이유는 "문학예술 창작에서 성과의 비결은 시간에 있는 것이 아니라 창작가의 높은 사상과 열정에 있다. 사상이 발동되고 창작걱 열정이 불타오르면 어떤 어려운 창작과제도 짧은 시일 안에 해결할 수 있다"고 보기 때문이다.

## 문학
조선민주주의인민공화국의 문학단체는 조선문학가동맹이며, 일제강점기 1920년대 활동했던 카프라는 문단이 전신이다. 이 단체는 사회주의 사실문화를 한국에 전파하면서 지식인들을 개몽하고, 항일운동을 펼쳤다. 조선문학가동맹은 1960년대에 숙청당한 한설야와 최승희의 남편인 안막이 가입했다. 한설야의 작품은 오늘날 청소년들이 읽을 정도로 해금되어 있다. 왜냐하면 김정일 국방위원회 위원장이 그의 저서 문학예술론을 통해서 읽을 수 있는 문학작품을 고쳐서라도 읽게 하면 좋다고 지시했기 때문이다. 조선문학 2003년 5월호는 한설야의 작품 《승냥이》가 발표되었다.
김일성 국가주석과 김정일 조선노동당 총비서의 행적을 찬양하는 문화를 "수령형상문학"이라고 하는데, 이 문화는 1960년대 중반부터 만들어졌다. 이 문화는 김일성에서 김정일로 이어지는 후계체제 구축을 위해 사용되었으며, 조선민주주의인민공화국이 주체사상을 창시할 수 있게 된 계기이다. 한편, 역사 문학이나 사회주의 사실주의에 대한 문학, 외국 문학이 있는데, 역사 문학으로 대표되는 사람이 홍명희와 그의 손자 홍석중이다. 홍명희의 작품인 "림꺽정"은 조선 전기의 도적인 임꺽정을 그린 역사적 장편소설로서, 이 작품은 영화로 만들어졌고, 한국에서도 알려져 있는 작품이다. "갑오농민전쟁"도 제국주의에 맞써 투쟁한 전봉준의 일대기를 그린 것인데, 이 작품도 역시 훌륭한 평가를 받고 있다고 한다. 홍석중은 홍명희의 손자로써, 그도 역시 조선민주주의인민공화국 문학의 자랑거리이다. 외국소설으로는 중국 소설과 러시아 소설이 번역되어 출판되고 있다. 시인으로는 조기천과 백하와 신흥국 등 이 있는데, 조기천은 시 "백두산"과 "휘파람"으로 유명하다. 조선민주주의인민공화국의 신흥시인 신흥국은 얼마 전 음력설에 풍경을 묘사한 시로 유명하다.
북한의 문학은 여타 사회주의 국가와 마찬가지로 공산주의 혁명의 도구로 사용하기 위해 사용되었다. 소련의 소비에트 작가동맹을 본따 만든 조선문학예술총동맹(문예총)은 당과 깊숙이 연결되어 있어 당의 통제를 받으며 내부에도 당원들이 들어가있어 철저한 감시를 받고 있다. 북한의 문예정책은 당정책을 반영하는 것인데 한설야는 1953년 9월 26일 전국 작가.예술가 대회에서 진술한 보고에서 "우리의 문학예술은 당적인 문학예술"이라고 천명한 것을 통해서도 알 수 있다.(<조선문학> 1953년 10호, 125쪽.)

## 문화유산
북한은 2012년 8월에 비물질문화유산보호산업 행정기구를 출범시켰다. 이후 중앙과 각 도,시(구역),군에 이르기까지 비상설민족유산보호위원회가 조직되여 발굴고증과 심의평가사업이 정기적으로 진행되고 있고 현재까지 100여개의 대상들이 발굴·수집되어 국가 및 지방비물질문화유산으로 등록됐다.
2018년 북한은 아리랑, 김치 그리고 씨름까지 3개의 인류무형문화유산을 보유하게 되었다.  씨름의 경우 남북공동등재이다. 공동 등재된 씨름의 공식명칭은 ‘씨름, 코리아의 전통 레슬링(Traditional Korean Wrestling, Ssirum/Ssireum)’이다. 하지만 남과 북의 씨름은 차이가 존재한다. 남과 달리 북한에서는 씨름을 할 때 윗옷을 입고 하고 흙 위에서 경기가 이루어지지 않고 매트위에서 경기가 이루어진다. 또한 경기 시작 전에 일어선 자세로 있다는 점이 다르다.
조선민주주의인민공화국에는 유네스코 (UNESCO)의 세계유산 리스트에 등록된 고구려 고분군이 평양직할시와 남포특급시(평안남도)에 있다. 이 유적은, 2004년 7월 유네스코 세계유산 위원회 (WHC)에서, 조선민주주의인민공화국 최초의 세계 유산으로서 등록되었다. 고구려 고분군은, 선명한 벽화 고분을 포함하는 63기의 고분에서, 벽화는, 일본의 다카마쓰쓰가 (高松塚) 고분 이나 키토라 고분 벽화에 영향을 주었다고 여겨지고 있다(덧붙여, 중국 동북부에 있는 고구려의 유적 도 동시에 세계 유산에 등록되어 있다).

## 텔레비전
- 대한민국의 드라마는 조선민주주의인민공화국에 몰래 인기가 있어 암시장 형태로 유통한다.[11] 이것은 노트북으로 시청하는 경우가 있다.[12]
- 2010년 12월 29일 도쿄신문은 대한민국의 드라마를 보고 적발된 조선민주주의인민공화국 주민이 1200명에 이른다고 보고하였다.[13]
- 2010년 12월 26일 영국의 영화 Bend It Like Beckham은 조선민주주의인민공화국에 최초로 텔레비전에 방영된 서구의 영화이다.[14]
- 대한민국의 반공적인 영화와 드라마가 인기가 있다.[15]

## 영화
- 북한의 영화는 1970년대를 기점으로 이념의 선전수단이 되었다. 북한의 영화이론에는 무갈등의 갈등이론이 있는다. 북한의 영화나 드라마와 같은 서사예술 양식의 이야기에 반드시 갈등이 있어야 하는데 북한 사회는아무런 갈등이나 모순이 없는 사회이다. 따라서 갈등이 생기는 것은 북한 사회가 얼마나 자신을 위해서 희생하고 사랑하는지를미처 깨닫지 못했기 때문이다. 이를 무갈등의 갈등이라고 한다.[16] 북한의 지도자였던 김정일 위원장은 '영화와 연출'이라는 영화 교본을 제작하였고, 1964부터는 수많은 영화를 제작하기도 하였다.[17]

#### 북한영화인
- 주인규는 북한의 초기영화산업을 디자인하였다. 일제 강점기에 <유쾌한 시골영감> <처녀총각> 등을 부른 가수로 유명한 강홍식은 해방 뒤 북한의 국립영화촬영소 연출부 책임자가 됐다. 해방기 영화동맹 서기장이던 추민은 1946년 월북해 국립영화촬영소 부소장, 영화잡지 편집장 등을 지냈다. 윤용규(영어판) 감독은 한국전 때 월북해 <소년 빨치산>, <빨치산의 처녀> 등을 찍었다.[18]
- 고(故) 박정주 감독은 남한 광주 출신으로 6·25 전쟁이 난 뒤 가족들과 월북했으며, 1990년대 초반 김정일 노동당 총비서의 직접 지도 아래 '민족과 운명' 시리즈 제작에 참여한 것을 계기로 능력을 인정받은 것으로 전해진다. 70편 이상의 영화를 연출한 그는 북한 최고의 감독으로 평가된다.[19]
- 북한의 영상물은 북한 주민의 일상을 개선하여, 인민의 생활을 당의 정책대로 끌어내고자 기획된 것이다.[20] 계획경제, 남녀평등, 금연, 공공장소 예절과 같이 교훈적인 성격을 특징으로 지닌 영상물들을 확인할 수 있다. 단편 영상물들에서 교훈을 주기위한 방법으로는 대개 인과응보의 방식이 사용되었다.
- 북한은 예술가를 높이 대우한다. 영화인에게는 차와 아파트가 제공되며, 육아지원도 해준다. 뿐만 아니라 촬영 환경도 체계적으로 조성되어 있다. 촬영가들과 연출가들이 모인 청사가 따로 있으며, 평양에는 조선 예술영화 촬영소가 자리 잡고 있다. 남한과 유럽, 일본의 풍경을 재현한 곳이다. 현장에서는 아직까지도 디지털이 아닌, 필름으로 영화를 촬영한다.[21]

#### 북한의 다양한 영화
- 조선민주주의인민공화국에서 가장 대표적인 영화는 김일성 전 국가주석의 일제강점기 때 생애를 그린 〈조선의 별〉, 1992년에 해외동포들의 행적을 그린 예술영화 〈민족과 운명〉, 삼국시대를 배경으로 만든 영화 예술영화 〈온달전〉, 스포츠를 장려하라는 조선민주주의인민공화국의 정책을 바탕으로 만든 예술영화 〈가족농구선수단〉, 조선 제 13대 임금 명종 때 도적, 임꺽정을 배경으로 하는 예술영화 〈림꺽정〉등이 있다.
- 과학기술을 설명하기 위해서 만든 "과학 영화"가 방송되고 있는데, 관람자들을 이해시키기 위해 다양한 효과를 사용하고 있다. "조선중앙방송"의 8시 뉴스가 끝나기 전에 "과학영화"에 대한 예고편이 방송되고 있다. 잘 알려져 있는 것은 "천연기념물", "고구려의 동명성왕-고주몽" "클락새"가 있다.
- 조선민주주의인민공화국에서는 "아동영화"가 인기가 많다. 아동영화는 조선민주주의인민공화국에서 어린이가 볼 수 있도록 만든 영화로 그림을 그려서 만들거나, 인형극을 통해 만드는 경우가 있다(과학 영화도 컴퓨터 그래픽과 애니메이션으로 활용해 만들어지는 경우가 있음).  아동영화의 내용은 도덕, 예절, 과학기술에 관해 쉽게 설명하는 것이다. 대표적인 아동영화는 령리한 너구리와 다부작 아동영화 소년장수이다. 그 중에서 령리한 너구리는 일상생활에서 벌어지는 사건들을 과학의 원리로 쉽게 풀이해서 과학원리에 대해 좀 더 쉽게 설명한 것이고, "소년장수"는 "간약한 쇠매와 착한 돌이의 결전"이 내용으로, 권선징악이 주요 내용이다. 이 만화는 조선민주주의인민공화국의 어린이들 보다 어른들이 더 많이 좋아하는 편이다. 이외에도 친어머니의 병을 고치려고 딸이 인삼을 찾아 험난한 일을 하는 산삼꽃과 교통질서에 대한 켐페인 만화인 교통질서를 잘 지켜요, 그리고 온갖 나쁜 일을 저질려 동물을 괴롭히다가 고슴도치에게 혼줄이 나는 호랑이와 고슴도치, 각도기를 이용해 적을 물리치는 연필포탄, 늑대에게 잡아 먹힐 뻔 하다가 나중에 자신의 꾀로 늑대를 물리치고 살아 남은 승냥이을 이긴 너구리, 돌고래를 훈련하여 경제활동을 보다 수월하게 하려는 곱등어를 기르는 소년 등이 있다.  아동영화를 만드는 곳은 조선예술영화촬영소, 평양아동영화제작소, 기록영화제작소 등이 있는데 그중 가장 많이 만드는 곳은 평양아동영화제작소이다. 이 곳은 최근 컴퓨터를 이용해서 새로운 아동영화를 제작하는 중이다. 이 제작소에 대해서 로동신문과 조선중앙방송에서 직접 기자들이 취재하기도 했다. 평양아동영화제작소는 평양 대동강 구(區)에 있다.  아동영화 "령리한 너구리"는 1998년 프랑스 파리에서 열린 세계애니메이션박람회에서 우수상을 획득한 것으로 알려지고 있다.
- 조선민주주의인민공화국-서양 합작 로맨틱 코미디 영화 김 동무 날아가다가 2012년 토론토 국제 영화제에 초청되었다.[22]
- 2016년에 만수대 TV를 케이블 TV로 전격 송출하여 UEFA 유로파리그나 혹은 동구권 영화들을 시청할 수 있도록 전격 조치를 하였음을 알수가 있고 조선민주주의인민공화국에서 디즈니 애니메이션 영화가 DVD 형태로 판매중인 것으로 알려져 있고 연합뉴스, 자유아시아방송 매체는 조선민주주의인민공화국 주재 러시아 대사관 페이스북을 인용해 평양 시민들이 영상물 판매소에서 미국 애니메이션 영화를 구매하고 있다고 보도했고 러시아 대사관은 평양 시내에 설치된 영상물 판매소와 가판대 진열된 각종 영화 DVD와 CD 목록 사진을 공개했고 러시아, 구소련, 루마니아, 쿠바, 심지어는 중국이나 인도에서 제작된 영화도 있다고 러시아 대사관은 밝혔다.[23]
- 아예 한술 더떠 광명망이나 혹은 스마트폰으로 통하여 러시아, 구소련, 루마니아, 쿠바, 심지어는 중국이나 인도에서 제작된 영화를 볼 수 있고 심지어는 블루투스로 공유가 가능함을 알수가 있다.[24][25]

## 음악
북한은 스스로를 두고서 '노래가 많은 나라, 노래로 고난을 극복하는 나라'라고 선전하고 있다. 북한에는 ' 음악정치'라는 말이 있다. 이는 김정일 국방위원장의 '타고난 예술적 재능'을 바탕으로 '총대와 음악'을 결합한 '선군시대'의 독특한 정치방식이라고 하여 대대적으로 선전한 용어이다. 다른 말로 '노래정치', '선국음악정치'라고도 한다. 북한에서 음악이 주목받는 이유는 민족성과 일상성 때문이다. 민족성이란 음악이 다른 예술 장르와 달라 가장 민족적인 색채가 잘 드러나는 예술장르라는 의미이다.  음악의 일상성이란 생활 속에서 가장 쉽고 편하게 접할 수 있는 장르라는 뜻이다.선군정치를 추구했던 김정일 워원장 시절에도 은하수관현악단과 왕재산경음악단 등의 대중 공연은 지도자의 위상을 높이는 수단이 되었고, 김정은 위원장 체제로 들어서면서 모란봉 악단이 창단되었다.
음악이란 사회주의 사상을 예술 속에 효과적으로 표현하는 것을 기본 전제로 한 "인민적인 우리 식의 음악(주체 음악)을 발전시킨다"는 대원칙이 정해져있다. 이후로 북한 음악은 '사회주의 내용을 담은 인민적인 우리 식의 음악' 창작 원칙이 엄격하게 지켜지고 있다. 인민적인 원칙이란 대중성, 통속성을 의미한다. 북한에서 통속의 의미는 혁명적 내용을 가사로 하면서도 인민들이 쉽게 감상할 수 있도록 내용과 표현, 형태가 쉬운 인민성에 기초한 노래, 즉 '내용이 혁명적'이며, '형식이 인민적'인 주체음악이다. 이는 '광범위한 대중의 이해를 고려한' 음악이라고 볼 수 있다.
북한에서는 노래 단위마다 노래 잘하는 사람을 가려서 노래 보급원으로 임명하고, 쉴 참에 쉽게 노래를 부를 수 있도록 노래수첩을 지참할 것을 강조하면서 틈틈이 쉴참 노래경연을 통하여 상시적으로 노래를 보급하고 부를 수 있도록 하고 있다. 상시적인 가요 보급 사업과 함께 '전국 근로자들의 노래경연'등의 행사를 통하여 노래를 생산현장, 일상생활과 결합하고 있다.
공연 단체로는 보천보전자악단(普天堡電子樂團), 왕재산경음악단(旺載山輕音樂團), 조선인민군공훈국가합창단(朝鮮人民軍功勳國家合唱團), 조선인민군군악단(朝鮮人民軍軍樂團), 조선국립교향악단(朝鮮國立交響樂團)등이 존재한다.
보천보전자악단에서 연주한 다시 만납시다, 우리 민족 제일일세, 반갑습니다는 리경숙이 부른 노래로 조선민족제일주의 원칙을 바탕으로 작곡한 노래이며, 기러기떼 날으네, 운명의 갈림길이라는 노래는 조선민주주의인민공화국 예술 영화 민족과 운명의 주제곡이다. 이밖에 혁명가요로 적기가, 총동원가가 있는데, 대한민국에서 실미도라는 영화를 만들 때 《적기가》를 배경음악으로 쓰다가 이 영화를 제작한 감독이 국가보안법에 위반되는 소동이 있었다.
왕재산경음악단에서 연주하는 음악은 이미 부른 노래를 전자악기로 연주한 경음악이 많다. 대표적인 작품으로 《유격대 말파리 달리네》, 통일아리랑, 민요 《바다의 노래》가 있다.
"김일성 장군의 노래"나 "김정일 장군의 노래", 항일 투쟁을 소재로 한 혁명가극 "피바다" 등이 유명하다. 또한 대한민국의 대중가요를 김정일 국방위원장을 찬양하는 노래로 바꿔 부르기도 한다.
평양직할시에는, 동아시아를 대표하는 작곡가 윤이상 (尹伊桑)의 음악을 연구하기 위해 설립된 "윤이상음악연구소"가 있다.
대부분 조선민주주의인민공화국의 노래는 혁명가곡과 정책가요들이 많지만, 꽤 서정적인 노래도 있다.

## 음식
조선민주주의인민공화국에서 가장 대표적인 식당은 옥류관과 청류관, 평양메기탕집, 평양숭어국집 등이다. 평양냉면과 평양온반으로 유명한 곳이 바로 옥류관이다. 옥류관은 김정일 조선노동당 총비서가 6.15정상회담 때 김대중 대통령과 함께 저녁만찬을 하던 곳으로 알려져 있다.
조선민주주의인민공화국에서는 자주 개를 잡아먹지 않으나, 보신탕을 전문으로 하는 락랑구역의 평양단고기집과 중구역의 고려단고기집이 있다. (보신탕을 단고기로 한 것은 김일성 주석이 요리사에게 단고기로 부르라고 지시했기 때문이다.)
조선민주주의인민공화국은 경제난을 타파하고, 외화를 모으기 위해 해외에서 소수의 식당들을 운영하고 있는데, 거기서 중국이 제일 많다. 심지어 중국의 수도 베이징에서도 조선민주주의인민공화국 식당이 존재하고 있을 정도이다. 해외의 식당들은 조선민주주의인민공화국 정부에서 운영하고 있으며, 해외에서 온 유학생이나 국내의 요리사들이 직접 그 식당에 가서 운영하는 경우가 많다. 이 식당들은 대한민국에서 살다가 이주한 재중동포들이나 중국인들이 이용하는 경우가 많은데, 가끔 손님들이 적은 편이다. (대표적인 해외 식당은 "해당화"와 "목란관"이 있다. 중국 심양에는 조선민주주의인민공화국에서 만든 김치를 파는 "평양김치대리소"라는 가게가 있다.)

## 패션
- 북한 주민의 옷차림은 정책에 영향을 받고, 정책에 따라 바뀐다. 북한의 옷차림의 변화는 정책의 변화를 엿볼 수 있다는 것을 의미한다. 경제가 상대적으로 괜찮았던 1980대 초반에는 옷의 색깔과 차림의 다양함을 강조하였다. 옷차림이 규범에 맞지 않을 경우 '생활총화'나 '단속 통제 사업'을 통해 규제에 들어간다.[31]
- '전국조선옷전시회'는 2017년 9월27일부터 29일까지 열린 북한의 패션쇼다. 패션쇼가 있다는 것을 통해 북한에도 모델이라는 직업과 디자이너가 있다는 것을 알 수 있다.[32]
- 북한 패션에 가장 급진적인 변화를 보이는 곳은 항구도시인 함경북도 청진이다.[33]

## 같이 보기
- 한국의 문화
- 다례
- 무속신앙
- 한국의 유교
- 한국의 불교
- 한국 요리
- 만수대예술단
- 조선민주주의인민공화국의 선전
- 김일성 배지

## 참고
1. ↑  조선말 대사전
2. ↑  1965-, 전 영선, (2009). 《문화 로 읽는 북한》. Munyewŏn. ISBN 9788996098492.
3. ↑  1965-, 전 영선, (2009). 《문화 로 읽는 북한》. Munyewŏn. ISBN 9788996098492.
4. ↑  1965-, 전 영선, (2009). 《문화 로 읽는 북한》. Munyewŏn. ISBN 9788996098492.
5. ↑  1965-, 전 영선, (2009). 《문화 로 읽는 북한》. Munyewŏn. ISBN 9788996098492.
6. ↑  1965-, 전영선, (2016). 《글과 사진으로 보는 북한의 사회와 문화 : everyday life in North Korea》. 경진출판. ISBN 9788959965052.
7. ↑  1965-, 전 영선, (2009). 《문화 로 읽는 북한》. Munyewŏn. ISBN 9788996098492.
8. ↑  정빛나 (2018년 11월 26일). “아리랑·김치·씨름까지…北, 무형유산 등재 활발”. 《연합뉴스》. 2018년 12월 2일에 확인함.
9. ↑  “[속보] 남북한, 씨름 인류무형유산 첫 공동등재”. 2018년 11월 26일. 2018년 11월 28일에 확인함.
10. ↑  홍신영. “'윗옷' 입고 하는 北 씨름…1600년 '흥겨움'은 하나”. 2018년 11월 28일에 확인함.
11. ↑  남상욱 기자 (2010년 9월 2일). “"南드라마 몰래 보려고 TV 따로 사요"”. 한국일보. 2010년 9월 5일에 원본 문서에서 보존된 문서. 2010년 9월 7일에 확인함.
12. ↑  ‘투캅스’ 보고 ‘네 박자’ 부르고… 북한에도 한류 열풍 보관됨 2011-11-24 - 웨이백 머신 2011-01-05 쿠키뉴스
13. ↑  ‘남드’ 본 北주민 1200명 수감 2010-12-30 서울신문
14. ↑  North Korea bends it like Beckham in UK film first 2010-12-30 BBC
15. ↑  ‘반공 투사’ 김두한에 빠진 북女들... 2011-01-09 헤럴드경제
16. ↑  1965-, 전 영선, (2009). 《문화 로 읽는 북한》. Munyewŏn. ISBN 9788996098492.
17. ↑  “북한 영화는 어떻게 제작될까? 외국인이 들여다본 실상 | 맥스무비 뉴스”. 《맥스무비 뉴스》. 2018년 9월 21일. 2018년 11월 28일에 확인함.
18. ↑  ““북한 영화 황금기 알려고 복식까지 다양한 자료 모았죠””. 2018년 7월 15일. 2018년 12월 1일에 확인함.
19. ↑  “北영화계 원로 감독 박정주 서거에 김정은 화환”. 《뉴스1》. 2018년 10월 3일. 2018년 11월 28일에 확인함.
20. ↑  1965-, 전영선, (2015). 《영상으로 보는 북한의 일상 = People and life of North Korea》. 경진출판. ISBN 9788959964604.
21. ↑  “북한 영화는 어떻게 제작될까? 외국인이 들여다본 실상 | 맥스무비 뉴스”. 《맥스무비 뉴스》. 2018년 9월 21일. 2018년 11월 28일에 확인함.
22. ↑  北-서양 첫 합작영화 토론토영화제서 상영 2012-08-17 연합뉴스
23. ↑  기자, 양새롬 (2017년 7월 8일). “"北 평양시내 영상물 판매소서 美 애니메이션도 판매중"”. 《뉴스1》. 2020년 6월 5일에 확인함.
24. ↑  기자, 박정우 (2019년 7월 24일). ““북, 도발 카드로 미국에 양보 압박 중””. 《자유아시아방송》. 2020년 3월 5일에 확인함.
25. ↑  기자, 홍알벗 (2016년 7월 14일). “북 최신 휴대폰 ‘파일 전송’ 기능 차단”. 《자유아시아방송》. 2020년 3월 5일에 확인함.
26. ↑  1965-, 전 영선, (2009). 《문화 로 읽는 북한》. Munyewŏn. ISBN 9788996098492.
27. ↑  “[클로즈업 북한] 다양해진 北 음악 공연…그 의미는?”. 《KBS 뉴스》. 2018년 11월 28일에 확인함.
28. ↑  1965-, 전 영선, (2009). 《문화 로 읽는 북한》. Munyewŏn. ISBN 9788996098492.
29. ↑  1965-, 전 영선, (2009). 《문화 로 읽는 북한》. Munyewŏn. ISBN 9788996098492.
30. ↑  장용훈 기자 (2010년 8월 2일). “北, 南가요 가사 바꿔 `찬양가요'로 불러”. 연합뉴스. 2010년 8월 9일에 확인함.
31. ↑  1965-, 전영선, (2015). 《영상으로 보는 북한의 일상 = People and life of North Korea》. 경진출판. ISBN 9788959964604.
32. ↑  “평양 패션이 궁금해? | Harper's BAZAAR Korea”. 《Harper's BAZAAR Korea》. 2018년 10월 31일. 2018년 12월 1일에 확인함.
33. ↑  “평양 패션이 궁금해? | Harper's BAZAAR Korea”. 《Harper's BAZAAR Korea》. 2018년 10월 31일. 2018년 12월 1일에 확인함.